# 應用及環境微生物學
《應用及環境微生物學》（Applied and Environmental Microbiology，簡稱AEM）為美國微生物學會所發行的雙周科學期刊，具同儕審查機制。本刊物創始於1953年，原名《應用微生物學》（Applied Microbiology），1975年改為今名。本期刊屬於延遲開放獲取期刊，發行前六個月需要付費註冊才能閱讀，六個月後轉為開放獲取，意即讀者可以免費下載論文。根據期刊引证报告（JCR），該期刊2014年的影响因子為3.668。該期刊在微生物及醫學領域，為過去百年最具影響力的100種期刊之一。現任總編輯為拜罗伊特大学的Harold L. Drake。
本期刊的專業領域包含
1. 應用微生物學，包含生物技术、蛋白質工程、生物修復，以及食品微生物學（英语：food microbiology）。
2. 微生物生態學，包含環境微生物學
3. 跨領域微生物學，包含無脊椎動物微生物學、植物微生物學、水產微生物學，以及地理微生物學[3]。

## 外部連結
- 官方网站